# Maze (Band)

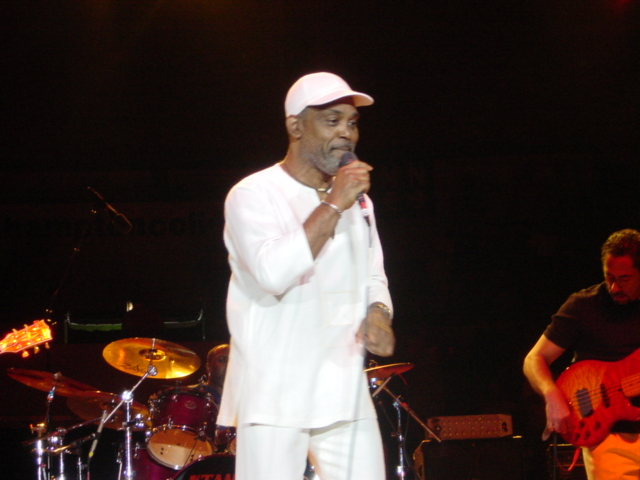
Frankie Beverly

Maze ist eine US-amerikanische Soul- und Funk-Gruppe, die insbesondere in den 1970er und 1980er Jahren erfolgreich war.

## Geschichte
Sie wurde unter dem Namen „Raw Soul“ Ende der 1960er Jahre von Frankie Beverly gegründet. Ihr erstes Album erschien 1977 bei Capitol Records. Insgesamt erschienen zehn Alben bis 1993. Die Band hatte mit Back in Stride (1985) und Can’t Get over You (1989) Nummer-eins-Hits in den amerikanischen R&B-Charts.
Obwohl die Gruppe seit 1993 kein Studio-Album mehr veröffentlicht hat, war sie nach wie vor aktiv.
Frankie Beverly starb am 10. September 2024 im Alter von 77 Jahren.

## Diskografie

### Studioalben
| Jahr | Titel                          | Höchstplatzierung, Gesamtwochen, AuszeichnungChartplatzierungen (Jahr, Titel, Platzierungen, Wochen, Auszeichnungen, Anmerkungen) | Höchstplatzierung, Gesamtwochen, AuszeichnungChartplatzierungen (Jahr, Titel, Platzierungen, Wochen, Auszeichnungen, Anmerkungen) | Höchstplatzierung, Gesamtwochen, AuszeichnungChartplatzierungen (Jahr, Titel, Platzierungen, Wochen, Auszeichnungen, Anmerkungen) | Anmerkungen |
| Jahr | Titel                          | UK | US | R&B | Anmerkungen |
| ---- | ------------------------------ | --- | --- | --- | ----------- |
| 1977 | Maze featuring Frankie Beverly | — | US52 Gold · (45 Wo.)US | R&B6 (41 Wo.)R&B |             |
| 1978 | Golden Time of Day             | — | US27 Gold · (22 Wo.)US | R&B9 (22 Wo.)R&B |             |
| 1979 | Inspiration                    | — | US33 Gold · (22 Wo.)US | R&B5 (25 Wo.)R&B |             |
| 1980 | Joy and Pain                   | — | US31 Gold · (23 Wo.)US | R&B5 (23 Wo.)R&B |             |
| 1983 | We Are One                     | UK38 (6 Wo.)UK | US25 (26 Wo.)US | R&B5 (44 Wo.)R&B |             |
| 1985 | Can’t Stop the Love            | UK41 (12 Wo.)UK | US45 Gold · (30 Wo.)US | R&B1 (47 Wo.)R&B |             |
| 1989 | Silky Soul                     | UK43 (5 Wo.)UK | US37 Gold · (22 Wo.)US | R&B1 (38 Wo.)R&B |             |
| 1993 | Back to Basics                 | — | US37 Gold · (25 Wo.)US | R&B3 (50 Wo.)R&B |             |

### Livealben
| Jahr | Titel               | Höchstplatzierung, Gesamtwochen, AuszeichnungChartplatzierungen (Jahr, Titel, Platzierungen, Wochen, Auszeichnungen, Anmerkungen) | Höchstplatzierung, Gesamtwochen, AuszeichnungChartplatzierungen (Jahr, Titel, Platzierungen, Wochen, Auszeichnungen, Anmerkungen) | Höchstplatzierung, Gesamtwochen, AuszeichnungChartplatzierungen (Jahr, Titel, Platzierungen, Wochen, Auszeichnungen, Anmerkungen) | Anmerkungen |
| Jahr | Titel               | UK | US | R&B | Anmerkungen |
| ---- | ------------------- | --- | --- | --- | ----------- |
| 1981 | Live in New Orleans | — | US34 Gold · (25 Wo.)US | R&B3 (39 Wo.)R&B |             |
| 1986 | Live in Los Angeles | UK70 (2 Wo.)UK | US92 (11 Wo.)US | R&B12 (26 Wo.)R&B |             |

### Kompilationen
| Jahr | Titel                                         | Höchstplatzierung, Gesamtwochen, AuszeichnungChartplatzierungen (Jahr, Titel, Platzierungen, Wochen, Auszeichnungen, Anmerkungen) | Höchstplatzierung, Gesamtwochen, AuszeichnungChartplatzierungen (Jahr, Titel, Platzierungen, Wochen, Auszeichnungen, Anmerkungen) | Höchstplatzierung, Gesamtwochen, AuszeichnungChartplatzierungen (Jahr, Titel, Platzierungen, Wochen, Auszeichnungen, Anmerkungen) | Anmerkungen |
| Jahr | Titel                                         | UK | US | R&B | Anmerkungen |
| ---- | --------------------------------------------- | --- | --- | --- | ----------- |
| 1989 | The Greatest Hits of Maze...Lifelines, Vol. 1 | — | — | R&B57 (13 Wo.)R&B |             |
| 1996 | Anthology                                     | — | US— GoldUS | R&B57 (24 Wo.)R&B |             |
| 2004 | Greatest Hits                                 | — | — | R&B79 (1 Wo.)R&B |             |
| 2011 | Greatest Hits                                 | — | — | R&B51 (1 Wo.)R&B |             |

Weitere Kompilationen
- 1998: Greatest Slow Jams

### Singles
| Jahr | Titel Album                                  | Höchstplatzierung, Gesamtwochen, AuszeichnungChartplatzierungen (Jahr, Titel, Album, Platzierungen, Wochen, Auszeichnungen, Anmerkungen) | Höchstplatzierung, Gesamtwochen, AuszeichnungChartplatzierungen (Jahr, Titel, Album, Platzierungen, Wochen, Auszeichnungen, Anmerkungen) | Höchstplatzierung, Gesamtwochen, AuszeichnungChartplatzierungen (Jahr, Titel, Album, Platzierungen, Wochen, Auszeichnungen, Anmerkungen) | Anmerkungen                   |
| Jahr | Titel Album                                  | UK | US | R&B | Anmerkungen                   |
| ---- | -------------------------------------------- | --- | --- | --- | ----------------------------- |
| 1977 | While I’m Alone –                            | — | US89 (11 Wo.)US | R&B21 (17 Wo.)R&B |                               |
| 1977 | Lady of Magic Maze featuring Frankie Beverly | — | — | R&B13 (17 Wo.)R&B |                               |
| 1978 | Workin’ Together Golden Time of Day          | — | — | R&B9 (17 Wo.)R&B |                               |
| 1978 | Golden Time of Day                           | — | — | R&B39 (9 Wo.)R&B |                               |
| 1978 | I Wish You Well Golden Time of Day           | — | — | R&B61 (8 Wo.)R&B |                               |
| 1979 | Feel That You’re Feelin’ –                   | — | US67 (5 Wo.)US | R&B7 (20 Wo.)R&B |                               |
| 1979 | Timin’ Inspiration                           | — | — | R&B55 (10 Wo.)R&B |                               |
| 1980 | Joy and Pain                                 | UK57 (4 Wo.)UK | — | — | Charteinstieg in UK erst 1989 |
| 1980 | Southern Girl Joy and Pain                   | — | — | R&B9 (18 Wo.)R&B |                               |
| 1980 | The Look in Your Eyes Joy and Pain           | — | — | R&B29 (16 Wo.)R&B |                               |
| 1981 | Running Away Live In New Orleans             | — | — | R&B7 (17 Wo.)R&B |                               |
| 1981 | Before I Let Go Live In New Orleans          | — | US— PlatinUS | R&B13 (16 Wo.)R&B |                               |
| 1982 | We Need Love to Live Live In New Orleans     | — | — | R&B29 (12 Wo.)R&B |                               |
| 1983 | Love Is the Key We Are One                   | UK88 (4 Wo.)UK | US80 (5 Wo.)US | R&B5 (17 Wo.)R&B |                               |
| 1983 | Never Let You Down We Are One                | — | — | R&B26 (10 Wo.)R&B |                               |
| 1983 | We Are One                                   | UK86 (2 Wo.)UK | — | R&B47 (12 Wo.)R&B |                               |
| 1983 | I Wanna Thank You We Are One                 | — | — | R&B59 (8 Wo.)R&B |                               |
| 1985 | Back in Stride Can’t Stop The Love           | UK79 (3 Wo.)UK | US88 (6 Wo.)US | R&B1 (16 Wo.)R&B |                               |
| 1985 | Too Many Games Can’t Stop The Love           | UK36 (10 Wo.)UK | — | R&B5 (14 Wo.)R&B |                               |
| 1985 | I Want to Feel I’m Wanted –                  | — | — | R&B28 (13 Wo.)R&B |                               |
| 1986 | I Wanna Be with You Live In Los Angeles      | UK55 (3 Wo.)UK | — | R&B12 (14 Wo.)R&B |                               |
| 1986 | When You Love Someone Live In Los Angeles    | — | — | R&B38 (12 Wo.)R&B |                               |
| 1989 | Can’t Get Over You –                         | UK89 (2 Wo.)UK | — | R&B1 (17 Wo.)R&B |                               |
| 1989 | Silky Soul                                   | — | — | R&B4 (16 Wo.)R&B |                               |
| 1990 | Love’s on the Run Silky Soul                 | — | — | R&B13 (14 Wo.)R&B |                               |
| 1990 | Songs of Love Silky Soul                     | — | — | R&B37 (9 Wo.)R&B |                               |
| 1993 | Laid Back Girl Back to Basics                | — | — | R&B15 (20 Wo.)R&B |                               |
| 1993 | The Morning After Back to Basics             | — | — | R&B19 (20 Wo.)R&B |                               |
| 1994 | What Goes Up Back to Basics                  | — | — | R&B32 (18 Wo.)R&B |                               |

### Tributealben
- 2009: An All Star Tribute To Maze Feat. Frankie Beverly